# Harshaw-Poulenc-Coiffe

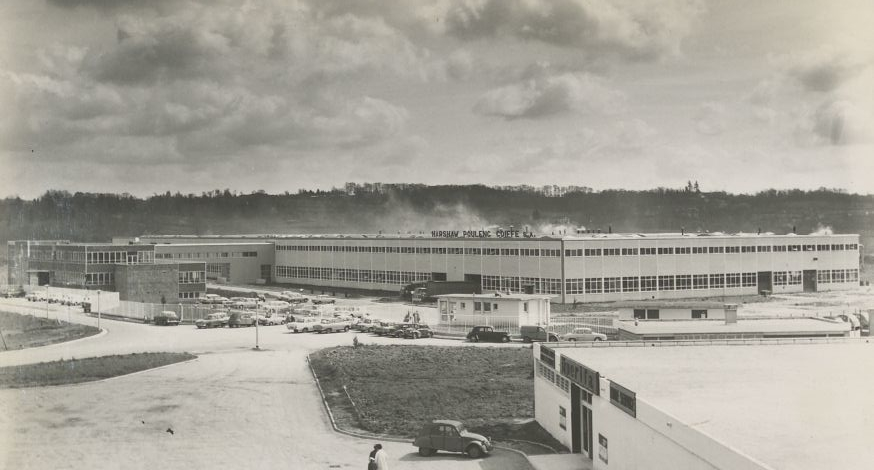
Vue de l'usine de la zone industrielle de Magré-Romanet vers 1965.

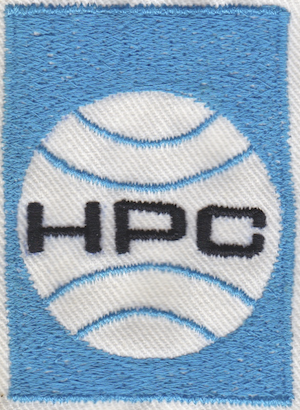
Logo brodé de la société Harshaw-Poulenc-Coiffe ca 1970

HPC (Harshaw-Poulenc-Coiffe) est une entreprise de fabrication d'émaux et de colorants pour la céramique et la décoration localisée à Limoges, créée en 1954 et qui a cessé son activité en 2011,. Cette entreprise a été la seule entreprise d'envergure dans le domaine de la chimie dans la région à ce jour. Elle a employé jusqu'à plus de 300 personnes à son maximum d'activité dans les années 1960-1970.

## Historique
Depuis 1902, une petite entreprise gérée par la famille Coiffe importait à Limoges des produits colorants pour la porcelaine. Paul Coiffe est le fils d'un joaillier établi au coin de la rue Gaignolle et de la rue du clocher à Limoges. En 1931, il succède à son grand-père dans un négoce de couleurs sous-émail importées d'Angleterre pour la faïence et la poterie, ainsi que des supports de cuisson en terres réfractaires et des ors liquides pour porcelaine. Après guerre, le développement de la société est particulièrement important dans l'industrie de la faïence avec l'arrivée de nouveaux colorants au zirconium fabriqués en Angleterre sous licence de la société Harshaw Chemical Company de Cleveland. À partir de 1951, Paul Coiffe devient l'agent général en Europe de Harshaw notamment pour les émaux de verre, mais les restrictions d'importations freinent les demandes du marché. La solution logique serait alors de fabriquer ces émaux directement en Europe. En 1954, la société Harshaw-Coiffe SA est créée avec une participation à 50 % de Paul Coiffe et 50 % de Harshaw Chemical Company. Cette création correspond à une demande forte du marché de la décoration céramique pour des colorants, des émaux pour verre et céramique et de l'or liquide. Un an après la création de la société, une petite usine est installée rue de la Vialoube à Limoges dans une ancienne usine d'accessoires pour chaussures de 1 200 m2. Il y a alors une quarantaine de collaborateurs. Le 1er janvier 1960, Harshaw-Coiffe s'associe avec Rhône-Poulenc qui était un concurrent, et qui apporte un savoir-faire en matières de couleurs pour verre, de glaçures céramiques et de préparations de métaux précieux. Cette association a pour but de générer une importante fabrication de couleurs céramiques dans l'usine de Limoges, une production que Rhône-Poulenc assurait dans son usine de Vitry dans le Val-de-Marne. La société Harshaw-Coiffe devient alors Harshaw-Poulenc-Coiffe (avec le sigle HPC, Société Anonyme). Cette création s'accompagne d'une augmentation massive de capital, porté à 6,5 millions de nouveaux francs. 
Fort de cette entrée d'argent, la société procède alors à la construction d'une nouvelle usine de dans la nouvelle zone industrielle de Magré, située au sud-est de Limoges. Cette usine installée sur un terrain de 8,3 hectares est inaugurée officiellement en 1964 et le capital de l'entreprise est porté à 10 millions d'anciens francs . À ce moment, la production commence à être diversifiée, avec toujours les colorants pour l'industrie céramique comme principal produit, mais aussi les émaux pour verre, les catalyseurs utilisés en pétrochimie et les métaux précieux sous forme liquide (principalement or et argent). La clientèle à cette époque est disséminée dans toute la France et à l'étranger. Approximativement 80% des ventes se font pour l'industrie du bâtiment, le reste allant à l'industrie céramique, à la verrerie (notamment Saint-Gobain) et aux industries pétrochimiques. Une bonne partie du chiffre d'affaires se fait à l'exportation, surtout vers l'Angleterre. Il est à noter[style à revoir] que la porcelaine de Limoges ne représente alors qu'une partie infime de la clientèle (quelques centaines de kilos sur une production de centaines de tonnes). Le site de Limoges offre l'avantage d'être bien approvisionné en gaz naturel dont l'usine est une très grande consommatrice (plusieurs millions de mètres cubes par an, soit autant que les plus grosses usines de porcelaines). L'expansion de l'usine en 1964 a été source de créations d'emplois, avec une faible qualification exigée alors pour les ouvriers. De 1961 à 1965, le chiffre d'affaires augmente de 272 %, plus vite que le nombre d'employés qui passe de 123 à 308 (soit une augmentation de 150 %). L'augmentation du chiffre d'affaires est alors de 20 % par an . 
À partir de 1969, des divergences apparaissent entre les partenaires de la société et Harshaw décide de se retirer et de construire une nouvelle usine en hollande. La division couleurs céramique de l'entreprise allemande Degussa rachète 75 % du capital, Rhône-Poulenc gardant les 25 % restant avec Paul Coiffe assumant encore la fonction de PDG. Cependant Rhône Poulenc se retire de HPC en 1974, Degussa détenant alors la majorité du capital. Plusieurs membres du conseil d'administration viennent d'Allemagne de la société-mère. Peter Niemann, originaire de Degussa Allemagne, rejoint HPC en 1972 et est nommé président directeur général en 1978 en remplacement de Paul Coiffe qui reste président d'honneur mais qui décèdera le 10 octobre 1980. En 1986, la division couleurs céramiques décide de regrouper toutes ses activités en France et change le nom de la société de Limoges en Degussa Produits Céramiques SA. Les réseaux commerciaux sont réunifiés et recentrés sur Limoges et les installations de production sont agrandies.
Malgré un déclin certain de l'industrie céramique à cette époque, le capital est augmenté jusqu'à 23,7 millions de francs en 1990. En 1992, des pourparlers sont entamés avec le groupe chimique suisse Ciba afin d'organiser une collaboration mondiale dans le domaine de l'activité céramique. La convergence d'intérêts et la synergie qui en résulte aboutissent à la création en 1993 de Cerdec AG Allemagne et de Cerdec France SA à Limoges (soit la cinquième dénomination de l'entreprise). L'entreprise se focalise alors sur l'exportation des émaux de verre pour un taux de pénétration du marché qui ira jusqu'à 40 %. L'exercice 1992/1993 se traduit alors par un chiffre d'affaires de 237 millions de francs pour 276 collaborateurs. L'effort porte alors au maximum sur les exportations, notamment au travers des productions d'émaux pour verres. Ainsi en 1992/93, le chiffre d'affaires est de 237 millions de francs pour un effectif de 276 collaborateurs, avec un taux d'exportation de 50 %. En 1995, la société investit 21 millions de francs pour la fabrication de silicate de zirconium par un procédé de fusion par induction . 
En 2001, le groupe américain Ferro (en) rachète l'ensemble des activités de l'usine de Limoges, qui devient alors Ferro Couleurs. Ferro est une multinationale qui est spécialisée dans les pigments, poudres et oxydes utilisés pour la coloration des verres, émaux pour verres et tuiles. Malheureusement, les résultats dans les années qui suivent ne sont pas à la hauteur des ambitions (bien que la société affiche un chiffre d'affaires de 27 millions d'euros en 2007) et le groupe Ferro décide de la fermeture programmée de l'usine de Limoges en 2008,,. Ferro s'engage à faciliter le transfert des employés de Limoges vers d'autres sites du groupe, notamment à Saint-Dizier ou une cinquantaine de créations de postes sont prévues pour les employés de Limoges et à Francfort où une dizaine de création de postes sont prévues ,. La fermeture de l'usine de Limoges est effective en 2010.

## Statistiques de production et ventes
Exemple de bilan de production et ventes cumulées pour l'année 1989 :
|                  | Poids (en tonnes) | Valeur (en millions de francs) |
| ---------------- | ----------------- | ------------------------------ |
| Émaux céramiques | 1 451             | 25,56                          |
| Émaux verre      | 1 306             | 50,59                          |
| Autres           | 1 150             | 41,12                          |
| Colorants        | 522               | 26,66                          |
| Argents          | 9,85              | 41,68                          |
| Ors              | 1,98              | 35,79                          |
| Total            | 4 441             | 221,41                         |

## Évolution des effectifs
| Année | Effectif global |
| ----- | --------------- |
| 1955  | 30              |
| 1961  | 123             |
| 1965  | 310             |
| 1970  | 270             |
| 1984  | 270             |
| 2003  | 270             |
| 2008  | 165             |

## Présence de radioactivité sur le site industriel
À la suite de la fermeture de l'usine en 2010, l'industriel a fait dépolluer le site et évacuer les déchets vers des sites spécialisés dans le traitement. Mais lors du traitement de ces déchets, des portiques de détection de radioactivité ont décelé une activité de ce type dans certains lots. Ces déchets ont alors été renvoyés et stockés sur place en vue de leur prise en charge par un centre agréé. Ces lots radioactifs concernaient deux cuves de 30 000 litres chacune, qui ont alors été découpées et conditionnées et prises en charge par l'agence nationale pour la gestion de déchets radioactifs (ANDRA). Après analyse, l'ANDRA a conclu à la présence de radioactivité d'origine naturelle concentrée dans les cuves à la suite de certains traitements industriels (présence de thorium 232 et 228, de radium 228 et 226 et de plomb 210). Ces déchets pouvaient être classés en deux catégories (i) déchets à très faible radioactivité et (ii) déchets de faible activité à vie longue. Les déchets ont alors été traités par l'ANDRA et une étude globale du site a conclu à la presence de doses radioactives inoffensives. Malgré tout, la préfecture a fait surveiller les eaux souterraines sur le site .